# 水滸演武
『水滸演武』（すいこえんぶ）は、1995年3月に稼働開始したデータイーストのアーケード用2D対戦型格闘ゲーム。日本国外では『Outlaws of the Lost Dynasty』のタイトルで稼働した。
中国の白話小説である『水滸伝』を原作としているが、原作のストーリー通りではなく、梁山泊を舞台に武闘大会で腕比べを行う内容となっている。セガサターンとの互換性を持つシステム基板「ST-V」が使用されている。開発は同社が行い、企画およびストーリーはアーケードゲーム『ヘビースマッシュ』（1993年）を手掛けた盛政樹、音楽は『ファイターズヒストリーダイナマイト』（1993年）を手掛けた酒井省吾が担当している。
同年にセガサターンに移植され北米では『Dark Legend』のタイトルで発売された他、1996年にはPlayStationに移植された。PlayStation版は2009年にゲームアーカイブスにて配信された。後に続編となるセガサターン用ソフト『水滸演武〜風雲再起〜』（1996年）が発売された。

## ゲーム内容
ゲームとしては俗に武器格闘と呼ばれるもので、刀や槍など各自得意の武器を使用しての戦闘である。
武器には耐久力ゲージが存在し、ゼロになると武器は壊れ、気絶して隙を晒してしまう。また自分で武器を投げることもでき、ヒットすると相手を気絶させることができる。武器を失った場合ラウンドが終了しても武器は補充されず、その試合の決着まで以降素手で戦うことになる。中には武器がある時のみ使用できる奥義や、逆に素手の時のみ使用できる奥義などもあるため、武器状態と素手状態の2つの性質を理解して戦う必要がある。

## あらすじ
108人の豪傑が集まる中国の粱山泊。ある日、天命により粱山泊初の武闘大会が開かれることとなる。

## 登場キャラクター

### アーケード版
表記と順番は『水滸演武〜風雲再起〜』の取扱説明書にならった（表記されていない呼延灼を除く）。
九紋龍 史進（くもんりゅう ししん）
背中に9つの鱗を持つ龍の刺青がある、武芸十八般全てに精通した青年。使用武器は剣。
豹子頭 林冲（ひょうしとう りんちゅう）
重い過去を背負う、元禁軍80万の棒術師範。使用武器は蛇矛。
一丈青 扈三娘（いちじょうせい こさんじょう）
鋭い太刀筋を誇る女剣士。過去のある経験から、情けない男に哀れみを感じている。使用武器は2本の朴刀。
神行太保 戴宗（しんこうたいほう たいそう）
超高速移動能力「神行法」の使い手。気ままで飄々としているが、仲間想いでもある。使用武器は2本の筆架叉。
黒旋風 李逵（こくせんぷう りき）
無茶・無理・無鉄砲と三拍子揃った性格をしている、色黒の大男。使用武器は2挺の片手斧。
花和尚 魯智深（かおしょう ろちしん）
酒と暴れることが好きな乱暴者で、多種多様な奥義の使い手。使用武器は大型の禅杖。
入雲龍 公孫勝（にゅううんりゅう こうそんしょう）
道術を操る道教の修業者。高い能力の持ち主だが、好色家でドジな一面もある。幻術によって呼び出した神霊「哪吒」を従えて戦う。
行者 武松（ぎょうじゃ ぶしょう）
素手で虎を撲殺するほどの力を誇る豪傑。裏表のない性格で、媚びることを嫌う。使用武器は2挺の拐。
立地太歳 阮小二（りっちたいさい げんしょうじ）
阮三兄弟の長兄。礼儀正しい性格で、心理的な駆け引きを得意としている。変幻自在の水を操って戦う。
短命二郎 阮小五（たんめいじろう げんしょうご）
阮三兄弟の次兄。自分本位な性格で、同性愛者の気質が多少ある。魚などを飛び道具にする技を持つ。使用武器は双節棍。
活閻羅 阮小七（かつえんら げんしょうしち）
阮三兄弟の末弟。少しナルシスト気味な性格をしている美青年。使用武器は双節棍。
托塔天王 晁蓋（たくとうてんのう ちょうがい）
本作の最終ボス。梁山泊の2代目頭領。かつて頬に毒矢を受けて戦死したが、ある理由から現世に蘇り、武闘会を制した好漢の前に立ちはだかる。

### 追加キャラクター
以下は家庭用ゲーム機への移植版にて追加されたキャラクターである。
双鞭 呼延灼（そうべん こえんしゃく）
第一作のスペシャルモードのCPU戦にて、特定の条件を満たすとボス戦前に乱入してくるCPU専用キャラクター。
彼との対戦は特殊なルールとなっており、しばらくは全く攻撃してこない（設定上は「遠征で疲れている」ため）。その代わり奥義と武器投げ以外の攻撃が全て効かず、武器を使った通常攻撃をすると逆に武器の耐久値を減らされてしまう。
あるタイムカウントを過ぎてしまうと「バカモン！雷公鞭!!」の声と共にポーズを取り、ガード不能で即死、かつ居場所をサーチする落雷攻撃を連打してくるようになるため、その前に倒す必要がある。
元々はアーケード版のスタッフロールでのみ姿を見せていたキャラクター。北米セガサターン版や『風雲再起』では登場しない。
溝口 誠（みぞぐち まこと）
同じくデータイーストによる格闘ゲーム『ファイターズヒストリー』シリーズからのゲストキャラクターであるが、なぜ水滸伝の時代に20世紀の人間である彼がいるのかは作中で特に語られていない。
PS版第一作の対戦モード限定キャラクターとして登場。セガサターン版『風雲再起』では全モードで使用可能。
柳 英美（リュウ ヨンミー）
溝口と同じく『ファイターズヒストリー』シリーズからのゲストキャラクター。彼女も登場の理由については作中で語られていない。
セガサターン版『風雲再起』のみ登場。

## 移植版
| No. | タイトル                                              | 発売日                                    | 対応機種                           | 開発元         | 発売元         | メディア                            | 型式            | 備考   | 出典        |
| --- | ----------------------------------------------------- | ----------------------------------------- | ---------------------------------- | -------------- | -------------- | ----------------------------------- | --------------- | ------ | ----------- |
| 1   | 水滸演武 Dark Legend                                  | 1995年8月11日 1995年10月1日               | セガサターン                       | データイースト | データイースト | CD-ROM                              | T-1302G T-1305H |        |             |
| 2   | 水滸演武                                              | 1996年1月26日                             | PlayStation                        | データイースト | データイースト | CD-ROM                              | SLPS-00137      |        |             |
| 3   | アーケードヒッツ 水滸演武                             | 2002年10月31日                            | PlayStation                        | データイースト | ハムスター     | CD-ROM                              | SLPM-87145      | 廉価版 |             |
| 4   | アーケードヒッツ 水滸演武 Outlaws of the Lost Dynasty | 2009年8月12日 2010年10月3日 2012年5月16日 | PlayStation 3 PlayStation Portable | データイースト | ハムスター     | ダウンロード （ゲームアーカイブス） | -               |        | [ 2 ] [ 3 ] |

セガサターン版
家庭用特典としてバランス調整とボイスを追加した「スペシャルモード」が追加され、CPU専用乱入キャラクターの双鞭呼延灼が追加。ボスキャラクターが対戦のみ使用可能になった。
PlayStation版
セガサターン移植版をベースに、アーケードモードにもボイスが付き、エンディングもフルボイスになった。勝利セリフも追加。
2P対戦モード限定の隠しキャラクターとして溝口が追加された（溝口に勝利時のセリフやエンディングはない）。
後に 『アーケードヒッツ 水滸演武』としてハムスターから廉価版が発売され、ゲームアーカイブスにおいても配信された。配信は2012年8月22日に一旦配信停止となったが、2014年10月23日より配信を再開した。

## スタッフ
| アーケード版 - 原作：施耐庵、羅貫中 - 企画、人物背景原案、物語改正：盛政樹 - 監修、環境設定：秋山宗一 - 作業環境設定、動作設定：野村泰彦 - 電脳設定：鈴木進一 - 人物画図案、演出画図案：井下正之 - 背景画図案：小栗航、金子麻美 - 九紋龍史進担当 - 動画：井下正之 - 背景：小栗航 - 効果：北原智江、井下正之 - 豹子頭林冲担当 - 動画：戸村考司 - 背景：小栗航 - 効果：北原智江、井下正之 - 協力：得丸尚人 - 一丈青扈三娘担当 - 動画：霊鷲宏 - 背景：小栗航 - 効果：北原智江、三好志保 - 協力：柴原秀康、金子麻美、中川祐子 - 神行太保戴宗担当 - 動画：北原智江 - 背景：金子麻美 - 効果：竹内章二、砂田光代 - 黒旋風李逵担当 - 動画：戸村考司、野津真、霊鷲宏、大江真徳、得丸尚人 - 背景：多田弘 - 効果：得丸尚人 - 協力：古賀浩 | - 花和尚魯智深担当 - 動画：柴原秀康 - 背景：金子麻美 - 効果：北原智江 - 入雲龍公孫勝担当 - 動画：稲垣雅史 - 背景：金子麻美 - 効果：北原智江 - 協力：砂田光代 - 行者武松担当 - 動画：戸村考司 - 背景：小栗航 - 効果：得丸尚人、三好志保 - 協力：稲垣雅史、柴原秀康 - 双鞭呼延灼担当 - 動画：野津真、霊鷲宏 - 背景：小栗航 - 効果：野津真、稲垣雅史 - 立地太歳阮小二、短命二郎阮小五、活閻羅阮小七担当 - 動画：柴原秀康 - 背景：小栗航、金子麻美 - 効果：竹内章二 - 協力：稲垣雅史 - 托塔天王晁蓋担当 - 動画：北原智江、井下正之 - 背景：小栗航 - 効果：三好志保、井下正之、小針和彦、片畑隆敏 - 音楽：酒井省吾、佐藤大平、或磨月、魅素多星系 - 効果音：是正（岩崎正明） - 技術：古川光照 - 協力：神保宏司、長曽我部均、堀田巌、諏佐直巳、長尾粛、北瓜史示、菊池徹、小林裕典、斎藤浩一、オールデータイーストスタッフ、陳凱、セガ第1AM研究開発部 |

| セガサターン版 - 制作指揮：野口正登 - 企画：盛政樹 - 環境設定：秋山宗一 - 電脳設定：鈴木進一 - 動作設定：野村泰彦 - 絵師：戸村考司、竹内章二 - 音楽：原子力花田（濱田誠一） - 効果音：是政（岩崎正明） - 音声： - 青二プロダクション：屋良有作、郷里大輔、堀秀行、置鮎龍太郎 - アーツビジョン：白鳥由里 - データイースト：菊池徹、稲垣雅史 - 協力：小栗航、アーケード版スタッフ、大島喜臣、春原軌夫、川本敏生、小林信一 - 動作確認：近藤隆拓、江副公二、尾形直紀 | PlayStation版 - 制作指揮：野口正登 - 企画：盛政樹 - 移植作業：藤田望、諏訪明久 - 動作設定：野村泰彦 - 絵師：戸村考司、竹内章二 - 音楽、効果音：原子力花田（濱田誠一） - 青二プロダクション：屋良有作、郷里大輔、堀秀行、置鮎龍太郎 - アーツビジョン：白鳥由里 - データイースト：菊池徹、稲垣雅史、森田典志 - 協力：稲垣雅史、アーケード版スタッフ、大島喜臣、春原軌夫、川本敏生 |

## 評価
| 項目 | キャラクタ | 音楽 | お買得度 | 操作性 | 熱中度 | オリジナリティ | 総合 |
| SS版 | 3.6        | 3.3  | 3.4      | 3.4    | 3.5    | 3.1            | 20.4 |
| PS版 | 3.5        | 3.0  | 3.5      | 3.5    | 3.0    | 2.9            | 19.5 |

ゲーム誌『ファミコン通信』の「クロスレビュー」において、セガサターン版は7・5・6・6の合計24点（満40点）、PlayStation版は合計25点（満40点）とどちらも標準的な評価となった。一方で徳間書店のゲーム誌における読者投票による「ゲーム通信簿」での評価は、セガサターン版は『SATURN FAN』において右記の通り20.4点（満30点）、PlayStation版は『PlayStation Magazine』において右記の通り19.5点（満30点）と両機種ともやや高評価となった。

## 続編
『水滸演武〜風雲再起〜』
1996年3月22日発売のセガサターンオリジナルの続編。『水滸演武』のスペシャルモードをベースにゲームバランスが調整された作品。溝口は通常キャラクターとして全モードで使用可能になり、さらに英美が追加された。PS版同様に勝利時のセリフが用意されている。ただし呼延灼は削除された他、本作には個別エンディングが存在しておらず、全キャラクターで共通のエンディングが表示される。